# Małgorzata Wołoszyn
Małgorzata Wołoszyn (ur. 1974 w Przeworsku) – polska historyczka, muzealniczka, kustosz w Muzeum w Przeworsku Zespół Pałacowo-Parkowy, autorka licznych publikacji dotyczących historii Przeworska.
Urodziła się w Przeworsku jako córka Zofii i Kazimierza Wołoszynów. Ukończywszy w 1989 miejscową Szkołę Podstawową nr 2, rozpoczęła naukę w Liceum Ogólnokształcącym im. Króla Władysława Jagiełły, gdzie zdała egzamin maturalny (1993). Edukację kontynuowała od 1994 w Wyższej Szkole Pedagogicznej w Rzeszowie. Pracę magisterską, napisaną pod kierunkiem prof. Krzysztofa Ożoga, obroniła w 1999. Ukończyła również podyplomowe studia muzeologiczne na Uniwersytecie Jagiellońskim (2002). Od 1999 Małgorzata Wołoszyn pracuje w Muzeum w Przeworsku Zespół Pałacowo-Parkowy, najpierw jako asystent, następnie adiunkt, a od 2012 kustosz w Dziale Historyczno-Etnograficznym. Jej zainteresowania badawcze koncentrują się wokół zagadnień związanych z historią Przeworska, zwłaszcza życiem przeworszczan od XVII do XX w.

## Wystawy muzealne
Małgorzata Wołoszyn jest autorką i kuratorką licznych wystaw, m.in.:
- 100 lat kolei wąskotorowej Przeworsk-Dynów 1904-2004 (2004)[1]
- Wielki marsz na Nowosielce 29 VI 1936 r. W 70. rocznicę wydarzeń (2006)[1]
- Korzenie tradycji rodzinnej. Przeworskie rodziny mieszczańskie w XVIII-XX w. (2008)[1]
- Życie codzienne w Przeworsku w czasie II wojny światowej (2009)[1]
- Dawny Przeworsk na pocztówce i fotografii do 1944 r. (2010)[1]
- Żydzi w Przeworsku do 1939 r. (2012)[1]
- Polskie Towarzystwo Gimnastyczne „Sokół” w Przeworsku. W 120. rocznicę powstania (2013)[2]
- Historia przeworskiego sportu 1893-2015 (2016)[3]
- Historia Ordynacji Przeworskiej Książąt Lubomirskich (2017/2018)[4]
- Przywileje dla miasta Przeworska XV-XVIII w. (2018)[5]
- Przeworsk w Obiektywie Tadeusza Michno (2020/2021)[6]
- Przeworskie misteria braci cechowych (2021)[7]
- Przeworsk w stylu retro (2022/2023)[8]
- Niedokończona sukienka - świat Basi Rosenberg (2025)[9]

## Publikacje

### Publikacje zwarte
- Korzenie tradycji rodzinnej. Przeworskie rody mieszczańskie w XVIII-XX w., Przeworsk 2008, s. 54;
- Dawny Przeworsk na pocztówce i fotografii do 1944 roku, Rzeszów 2011, s. 120;
- Historia przeworskiego sportu 1893-2015, Przeworsk 2016, s. 20;
- Historia Ordynacji Przeworskiej Książąt Lubomirskich, Rzeszów 2017, s. 122;
- Dokumenty historyczne dla miasta Przeworska, Przeworsk 2018, s. 152;
- Przeworsk w obiektywie Tadeusza Michno, Rzeszów-Przeworsk 2020, s. 159.

### Rozdziały w pracach zbiorowych
- Historia przeworskiego szkolnictwa wpisana w dzieje miasta do 1911 r., w: 100 lat Gimnazjum i Liceum im. Króla Władysława Jagiełły w Przeworsku (1911-2011). Księga jubileuszowa, red. A.H. Żak i in., Przeworsk 2011, s. 15–18;
- Osadnictwo żydowskie w Przeworsku do XVIII w. w świetle dokumentów archiwalnych ze zbiorów Muzeum w Przeworsku, w: Przeworskie Studia Regionalne, t. 1, red. Sz. Kozak, Przeworsk 2012, s. 237–251;
- Materiały archiwalne do dziejów Przeworska odnalezione w czasie rewitalizacji ratusza w 2012 r., w: Przeworskie Studia Regionalne, t. 2, red. L. Kisiel, I. Thomas, Przeworsk 2015, s. 191–205;
- Towarzystwo Gimnastyczne „Sokół” w Przeworsku. W 120. rocznicę powstania – kronika wystawy, w: Przeworskie Studia Regionalne, t. 2, red. L. Kisiel, I. Thomas, Przeworsk 2015, s. 224–239;
- Kult Matki Bożej Pocieszenia w kościele OO. Bernardynów w Przeworsku w latach 1939–2018, w: Consolatio Populi Prevorscensis. Studia z dziejów kultu Matki Bożej Pocieszenia w kościele OO. Bernardynów w Przeworsku, red. Sz. Wilk, Przeworsk 2019, s. 227–266;
- Źródła do dziejów okupacji Przeworska w zbiorach Muzeum w Przeworsku, w: Studia z dziejów miasta i powiatu przeworskiego w XX wieku, red. Sz. Kozak, A. Machniak, seria: Przeworsk – Mała ojczyzna, Rzeszów 2021, s. 215–268;
- Ostatni ordynat przeworski, w: Historia nie/oczywista, red. H. Kuś-Joachimiak, A. Przestalska, K. Uczkiewicz, Wrocław 2024, s. 80-85;
- The Last Entail Holder of Przeworsk, w: Not/Obvious Story, red. H. Kuś-Joachimiak, A. Przestalska, K. Uczkiewicz, Wrocław 2024, s. 80-89;
- Przeworskie misteria braci cechowych, w: Przeworskie Studia Regionalne, t. 5, red. L. Kisiel, Sz.M. Wilk, Przeworsk 2025, s. 9-76.